# Date Munenari

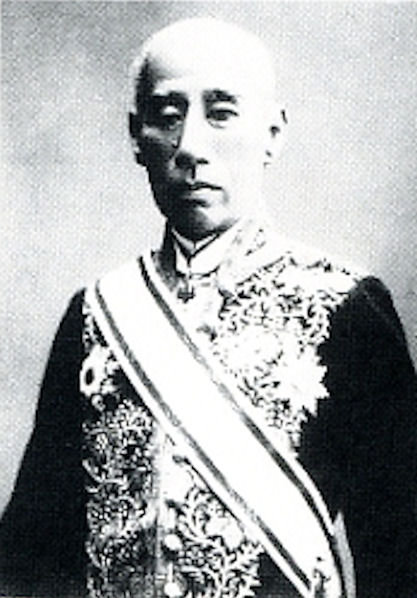
Date Munenari

Date Munenari (japanisch 伊達 宗城, Vorname auch Muneki gelesen; geb. 1. September 1818 in Uwajima; gest. 20. Dezember 1892) war ein politisch aktiver Daimyō während der späten Edo- und der beginnenden Meiji-Zeit.

## Leben und Werk
Date Munenari war von 1844 bis 1858 der 8. Fürst des Uwajima-Han, einer Nebenlinie des Date-Klans. Mit einem Einkommen von 100.000 Koku gehörte er zu den größeren Daimyō der Edo-Zeit. Als einer der Tozama-Daimyō, die das Shogunat nicht abschaffen, sondern reformieren wollten, unterstützte er den amtierenden Shōgun Tokugawa Keiki in der Auseinandersetzung um die Shōgun-Nachfolge. aber auch ein starker Kritiker der Ansei-Verträge. Er wurde im Zuge der Ansei-Säuberung 1858/59 zur Aufgabe der politischen Betätigung gezwungen. Ab da unterstützte er die Kōbu-gattei Idee, hielt sich aber aus der aktiven Politik zurück. Trotzdem übte er einen großen Einfluss in Kyoto (Sitz des Tennō) aus.
In seiner eigenen Domäne förderte Date in den 1860er Jahren das westliche Wissen. Er ließ Kanonen aufstellen, übernahm das englische Militärsystem und nahm über Nagasaki direkten Handel mit dem Ausland auf. Nach der Meiji-Restauration 1868 übernahm er anfangs den Posten eines Außenministers und den eines Finanzministers. Nach der Auflösung der Domänen spielte er keine Rolle mehr in der sich nun etablierenden Kabinett-Regierung, gehört aber mit Yamanouchi Toshishige (1827–1872), Shimazu Nariakira und Matsudaira Shungaku (1828–1890) zu den „Vier starken Fürsten des Bakumatsu“ (幕末の四賢侯, Bakumatsu no Shikenkō).